# Закревский, Александр Николаевич
Закревский Александр Николаевич — Заслуженный военный лётчик СССР, заместитель главнокомандующего Военно-воздушных сил СССР по тылу — начальник тыла ВВС, генерал-полковник авиации.

## Биография
Родился 14 июня 1929 года в Киеве. В 1949 г. окончил 13-ю Киевскую спецшколу ВВС. В армии с 1949 года. В 1952 г. окончил Батайское военное авиационное училище летчиков. Служил в строевых частях ВВС. Командир авиаэскадрильи, авиаполка, авиационной дивизии. Заместитель командира и командир авиационного корпуса.
В 1963 г. заочно окончил Военно-воздушную академию им. Ю. А. Гагарина, в 1970 году — Военную академию Генерального штаба. В 1971 году — командир 61-го гвардейского истребительного авиационного корпуса в Группе советских войск в Германии. В 1973—1975 г.г. — заместитель командующего 16-й воздушной армией по боевой подготовке (г. Вюнсдорф, ГСВГ), в 1975—1977 г.г. — 1-й заместитель командующего 16-й воздушной армией. С 1977 по 1980 г. командующий 26-й воздушной армией (г. Минск, КБВО). В 1980—1982 г.г. — командующий ВВС Белорусского ВО. С июня 1982 года по декабрь 1984 года — командующий ВВС Дальневосточного ВО. В 1984—1989 гг. — заместитель главнокомандующего ВВС по тылу — начальник тыла ВВС. С января 1990 г. в запасе.
Жил в Москве. Умер 21 декабря 2004 года. Похоронен в Москве на Троекуровском кладбище.
Генерал-полковник авиации (16.12.1982). Заслуженный военный летчик СССР (1978 г.).

## Награды
Награждён орденами Октябрьской Революции, Красного Знамени, Красной Звезды, «За службу Родине в ВС СССР» 3-й степени, медалями.